# Marcel van der Linden
Marcel van der Linden (1952) is als sociaal-historisch onderzoeker verbonden aan het Internationaal Instituut voor Sociale Geschiedenis in Amsterdam, waar hij lange tijd ook onderzoeksdirecteur was. Hij is tevens hoogleraar geschiedenis van sociale bewegingen aan de Universiteit van Amsterdam.

## Onderzoek
Het belangrijkste onderwerp waar Marcel van der Linden zich mee bezighoudt, is de geschiedenis van arbeid en het streven om te komen tot een nieuw begrip van het woord arbeidersklasse. Volgens Van der Linden is het West-Europese begrip van arbeidersklasse erg beperkt en eurocentristisch. Het is de taak van sociaal-historici om dit beeld te nuanceren en het begrip arbeidersklasse een nieuwe inhoud te geven. In het tijdschrift Onvoltooid Verleden verwoordde hij dit zo: "Eén van de uitgangspunten in de westerse literatuur is meestal, dat [...] arbeidersverzet een klein aantal variaties kent [...] maar de historische ervaring in de arme landen laat zien, dat er onnoemelijk veel méér variaties hebben bestaan waar wij eerder nooit van gehoord hadden."

## Eredoctoraat en prijs
In 2008 ontving hij van de Universiteit van Oslo een eredoctoraat. De universiteit verleende hem dit doctoraat, omdat zij hem waardeerde als een "innovative, outstanding, and highly productive researcher." En verder: "Van der Linden has written and co-authored twenty books, including New Methods for Social History (1998), Transnational Labour History (2003), and Workers of the World, Essays toward a Global Labour History (2008). His works have been published in English, Dutch, German, French, Danish, Swedish, Spanish, Portuguese, Turkish, Russian, and Japanese."

In 2009 ontving Van der Linden van de Koninklijke Nederlandse Akademie van Wetenschappen (KNAW) de René Kuczynski Prijs voor internationale economische en sociale geschiedschrijving voor zijn boek Workers of the World: Essays toward a Global Labor History.

## Publicaties (selectie)
- Workers of the World. Essays toward a Global Labor History (Leiden/Boston: Brill Academic Publishers, 2008)
- Western Marxism and the Soviet Union. A Survey of Critical Theories and Debates since 1917 (Leiden/Boston: Brill Academic Publishers, 2007)
- Class and Other Identities. Gender, Religion and Ethnicity in the Writing of European Labour History. Edited with Lex Heerma van Voss (New York and Oxford: Berghahn, 2002)
- Het naderende einde van de vaderlandse geschiedenis en de toekomstige studie der sociale bewegingen, (Amsterdam: Stichting beheer IISG, 1999)
- The End of Labour History? (Cambridge: Cambridge University Press, 1994)
- Die Rezeption der Marxschen Theorie in den Niederlanden. Edited volume (Trier: Karl-Marx-Haus, 1992)
- Revolutionary Syndicalism: An International Perspective. Edited with Wayne Thorpe, (Aldershot: Gower/Scolar Press, 1990)
- The Formation of Labour Movements, 1870-1914. An International Perspective. Edited with Jürgen Rojahn, (Leiden: E.J. Brill, 1990)
- Internationalism in the Labour Movement, 1830-1940. Edited with Frits van Holthoon (Leiden: E.J. Brill, 1988)